# VVV-Venlo
VVV-Venlo (Venlose Voetbal Vereniging Venlo) je klub nizozemské Eredivisie, sídlící ve Venlu. Klub VVV-Venlo byl založen roku 1903. Hřištěm klubu je stadion De Koel s kapacitou 8 000 diváků.

## Trofeje
- Nizozemský fotbalový pohár ( 1× ): (1958/59)[2]

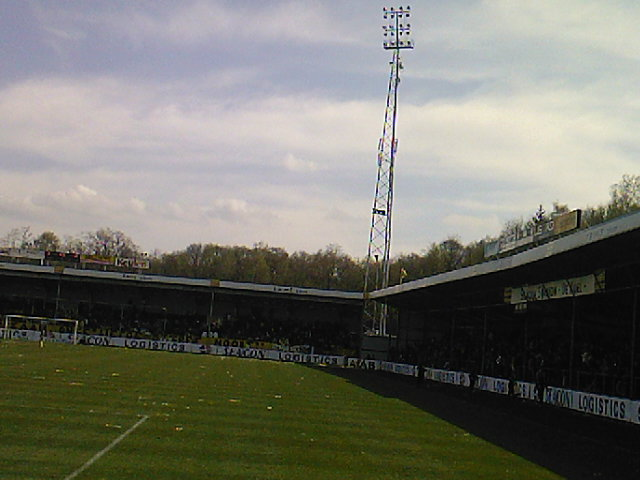
Pohled na stadion De Koel

## Trenéři
- Ton Lokhoff
- Wil Boessen
- Ben van Dael
- Wim Jacobs
- Jan Reijmer
- Rinus Louwers
- Sven Louwers

## Známí hráči
- Jan Klaassens [3]